# کشتار لردزبورگ
قتل‌های لردزبورگ تیراندازی منجر به مرگ به دو مرد مسن به نام توشیرو کوباتا و هیروتا ایزومورا در اردوگاهی در خارج از لوردسبورگ، نیومکزیکو در ۲۷ ژوئیه ۱۹۴۲ می‌باشد. تیرانداز سرباز یکم کلارنس برلسون بود که ابتدا به قتل متهم شد ولی بعداً با ادعای اینکه وی تحت پروتکل نظامی عمل می‌کرده از اتهام ارتکاب قتل تبرئه شد.

## پیش‌زمینه
اردوگاه لردسبورگ در اصل یک اردوگاه برای دشمن بیگانه بود که توسط وزارت دادگستری اداره می‌شد. ساخت و ساز اردوگاه مدت کوتاهی پس از حمله به پرل هاربر در ۷ دسامبر ۱۹۴۱ آغاز شد و سایت انتخاب شده برای این مجتمع در خارج از شهر لردسبورگ در گوشه جنوب شرقی نیومکزیکو در خارج بیابانی کوچک بود. اردوگاه شامل سه مجتمع بود که هر کدام به بازداشتگاه توالت و غیره مجهز بودند. اولین گروه از بازداشتی‌ها، که همگی مردانی از کالیفرنیا بودند، در اولین هفته ژوئن ۱۹۴۲ وارد اردوگاه شدند و باقی آن‌ها در روزهای بعدی به آن‌ها ملحق شدند. آن‌ها به توسط اف‌بی‌آی "به طور بالقوه خطرناک" در نظر گرفته شده‌بودند و گفته‌شده‌بود که "حبس [آن‌ها] برای امنیت ملی ضروری است."
حادثه تاریخ ۲۷ ژوئیه اولین مورد تیراندازی منجر به مرگ در اردوگاه لوردسبورگ نبود. اگر چه وزارت دادگستری اردوگاه را اداره می‌کرد این ارتش ایالات متحده بود که مسئول آوردن بازداشتی‌ها از طریق راه آهن جنوب اقیانوس آرام بود. به منظور جلوگیری از وحشت ساکنان محلی ارتش بازداشتی‌ها را در ایستگاه راه آهنی که با نام اولموریس شناخته می‌شد و حدود دو مایل از اردوگاه فاصله داشت دیرهنگام در شب یا درصبح خیلی زود از واگن پیاده می‌کرد و آن‌ها را از طریق بیابان پیاده به سمت اردوگاه می‌برد. پیغامی که در سال ۱۹۷۸ آزاد شد یکی از این راهپیمایی‌های شبانه را توضیح می‌دهد: "یکی بازداشتی سالمند پا به فرار گذاشت و با وجود آنکه دوستانش به ژاپنی به او هشدار می‌دادند نگهبان مرتب به او "ایست می‌داد!" با این حال او در وحشت به دویدن ادامه داد تا هنگامی که به ضرب گلوله کشته شد.

## قتل
در شب ۲۷ ژوئیه ۱۹۴۲ گروهی متشکل از ۱۴۷ مرد ژاپنی در حال انتقال به اردوگاه لردسبورگ از اردوگاه دیگری در فورت لینکلن داکوتای شمالی بودند. پس از پیاده شدن از قطار در اولموریس توسیهیرو کوباتا و هیروتا ایسومورا در پی بقیه به راه افتادند. هر دو در اواخر دهه پنجاه زندگی‌شان بودند و نمی‌توانستند همپای بقیه راه بروند. بنا به گفته دوستش، هیروشی آیساوا، کوباتا برای شانزده سال از بیماری سل برنج برده بود. فوکوجیرو هوشیا، یکی از دوستان خوب ایسومورا گزارش داده که "ستون فقرات او یک سال پیشتر بر اثر سقوط از قایق در کمپ بیمارک در داکوتای شمالی آسیب دیده بود و او با یک مقدار خم شدن می توانست راه برود" همچنین گفته شده که "کل بدن هوشیا هنگام ایستادن میلرزید" و او اصلاً توان دویدن نداشت.
تیراندازی هنگام پیاده‌روی دو مایلی از صحرا اتفاق افتاد. کلارنس بورلسون دو بازداشتی سرگردان کنار جاده را مشاهده نمود. با توجه به گزارش رسمی، برلسون قبل از تیراندازی به این دو با یک تفنگ ساچمهای از فاصله سی یاردی فرمان ایست داد. پزشکی قانونی گزارش داد که نه گلوله در وسط سمت چپ پشت‌های مقتولان مشاهده شد و از آنجائیکه کل الگوی محل اثابت گلوله ساچمه‌ای بسیار بزرگ نبود که نشانی از آن است که افراد از فاصله نزدیک مورد اثابت قرار گرفته‌اند. همچنین معلوم شد که این دو از نگهبان اجازه خواسته بودند تا از سرویس بهداشتی استفاده کنند که پاسخ نگهبان منفی بود. این نشان می‌دهد که ممکن است قربانیان برای ادرار کردن به خارج از جاده رفته بودند.
قسمتی از پاسخ رسمی دولت به شرح زیر است:
پس از آنکه هیروتا ایسومورا و توشیرو کوباتا وارد کمپ شدند و اندکی قبل از ورود به مرز کمپ آن‌ها ناگهان پا به فرار گذاشته و به سمت مرز کمپ دویدند. نگهبان دوبار به آن‌ها فرمان ایست داد و وقتی که آنها از فرمان تبعیت نکردند بر اساس پروتکل خود به آن‌ها شلیک نمود. دادگاه نظامی به دقت همه مستندات را مورد بررسی قرار داد. رای تبرئه  صادر شد.

## پیآمد
ابتدا برلسون به مانند قهرمانی برای توقف "تلاش برای فرار" مورد تجلیل قرار گرفت. حتی افسری در مجتمع ضمن جمع‌آوری پوسته ساچمه‌های مورد استفاده در قتل به عنوان سوغاتی گفت که برلسون "سزاوار مدال" است. در مقابل ستاد و ارتش از کنار این اتفاق را به راحتی نگذشتند و بلافاصله تحقیقات از این امر آغاز شد. در نتیجه تحقیقات برلسون بازداشت و متهم به ارتکاب "آگاهانه و قانونی" به قتل شد و برای دادگاه نظامی به ستاد ارتش هشتم در فورت بلیسسکس تگزاس فرستاده شد. با این حال دادگاه نتوانست برلسون را به اتهام قتل آگاهانه و قانونی تحت پیگرد قرار دهد زیرا برلسون مدعی شد که زندانیان قصد فرار داشتند و او تنها قانون جاری را اجرا کرده به این ترتیب اتها آدم کشی به قتل نفس تقلیل یافت که او از آن هم تبرئه شد.
نتیجه دادگاه مورد پذیرش همه واقع نشد. یادداشتی از وزارت امور خارجه می گوید: "سوالی که پیش می‌آید این است که قانون ارتش به جای ۳۰ روز زندانی برای اقدام به فرار مطابق ماده ۵۴ کنوانسیون ژنو مرگ را به عنوان مجازات در نظری می گیرد. دولت ژاپن نیز پس از گوش دادن به سخنان تبعید شدگان به کشتار اعتراض نمود و شکایتی رسمی تسلیم کرد. دولت ژاپن گفت "این غیر قابل تصور است که افراد معلول با سن بالا [سالمندان] که به سختی قادر به راه رفتن نبودند در حالی که تحت اسکورت نظامی هستند اقدام به فرار کنند."
یک بازداشتی ژاپنی، سماتسو ایشیزاکی، مدعی شد که فرمانده اردوگاه سرهنگ کلاید لاندی دستور کشتن کوباتا و ایسمورا را داده بود. ظاهراً این دو نفر معترض به شرایط کار در اردوگاه و لاندی می خواست از این دو عبرتی برای کسانی که قصد به چالش کشیدن سلطه او را داشتند استفاده کند. ایشیزاکی گفت: "تصور نمی‌کندم که آن‌ها قصد فرار داشتند زیرا آنهای در اعتراض به سر می بردند و لاندی بازداشتی‌ها را برای مدت ده روز زندانی نموده بود و این [قتل‌ها] برای نشان دادن ضرب شصت بود." مشخص شد در روز بعد از تیراندازی لاندی زندانیان را از خانه‌ها آزاد نمود و مجبور به ادامه کار اجباری کرد. زندانیان می دانستند که کار اجباری آن‌ها بر خلاف معاهده ژنو بود و آن‌ها به ارتش فشار آوردند. در نتیجه این ستاد ارتش هشتم لاندی را مجبور به بازنشستگی کرد و اردوگاه لاندسبورگ بسته شد و زندانیان به اردوگاه سانتافه منتقل شدند.
امروزه بازداشتگاه‌های بتنی و پایه‌های برخی از ساختمان‌های اردوگاه هنوز هم قابل بازدید می‌باشند و علاوه بر این به نشانگرتاریخی در محلی در نزدیکی سایت نصب شده‌است.

نوشته نشانگر به شرح زیر است:
کمپ لردسبورگ - در نزدیکی این محل ارتش ایالات متحده کمپی را در دوران جنگ جهانی دوم اداره می‌کرد. این کمپ به عنوان بازداشتگاهی برای بازداشت شدگان ژاپنی و شهروندان ژاپنی بین سال‌های ۱۹۴۲-۴۳ استفاده می‌شد. بعدها این کمپ به عنوان کمپ اسرای جنگی آلمانی و ایتالیایی بین سال‌های ۱۹۴۳ تا ۴۵ بازگشایی شد. این کمپ یکی از معدود کمپ‌های داخل خاک ایالات متحده است که در زمان بهرهبرداری از آن ژاپنی‌ها، آلمانی‌ها و ایتالیایی‌ها در آن نگهداری شده اند.